# Groß Sarau
Groß Sarau est une commune allemande située dans l'arrondissement du duché de Lauenbourg, dans le sud-est du land du Schleswig-Holstein. En 2012, elle comptait 902 hab.

## Source
- (de) Cet article est partiellement ou en totalité issu de l’article de Wikipédia en allemand intitulé « Groß Sarau » (voir la liste des auteurs).